# Ferrari F430
Der Ferrari F430 ist ein Sportwagen des italienischen Automobilherstellers Ferrari, der von Frühjahr 2005 bis Mitte 2009 gefertigt wurde. Der F430 war bis zur Vorstellung des Ferrari 458 der günstigste Ferrari und ist der Nachfolger des erfolgreichen Ferrari 360, des bisher meistverkauften Ferrari-Modells.

## Ausstattung
Der V8-Mittelmotor leistet 360 kW (490 PS), was bei entsprechender Fahrwerks- und Getriebeeinstellung eine Beschleunigung von 0 auf 100 km/h in rund 4 s ermöglicht. Die Höchstgeschwindigkeit liegt bei ca. 315 km/h.
Er hat als Ferraris erstes Serienfahrzeug ein elektronisch gesteuertes Differential „E-Diff“. Mit einem (nach [italienisch] manetto: Handschalter) „Manettino“ genannten Schalter am Lenkrad kann unter anderem die Abstimmung des Fahrwerks verändert werden.

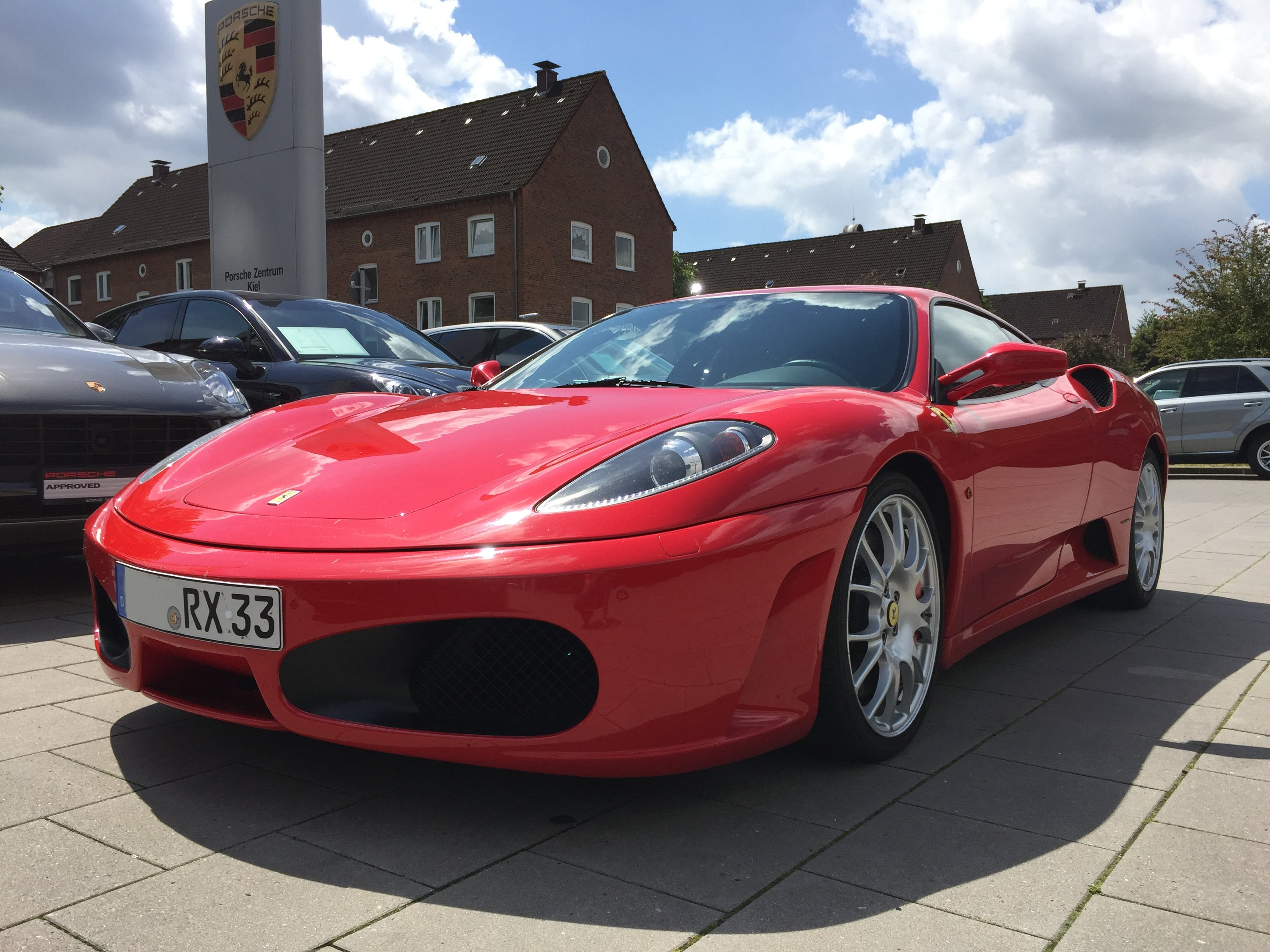
Ferrari F430 (2005–2009)
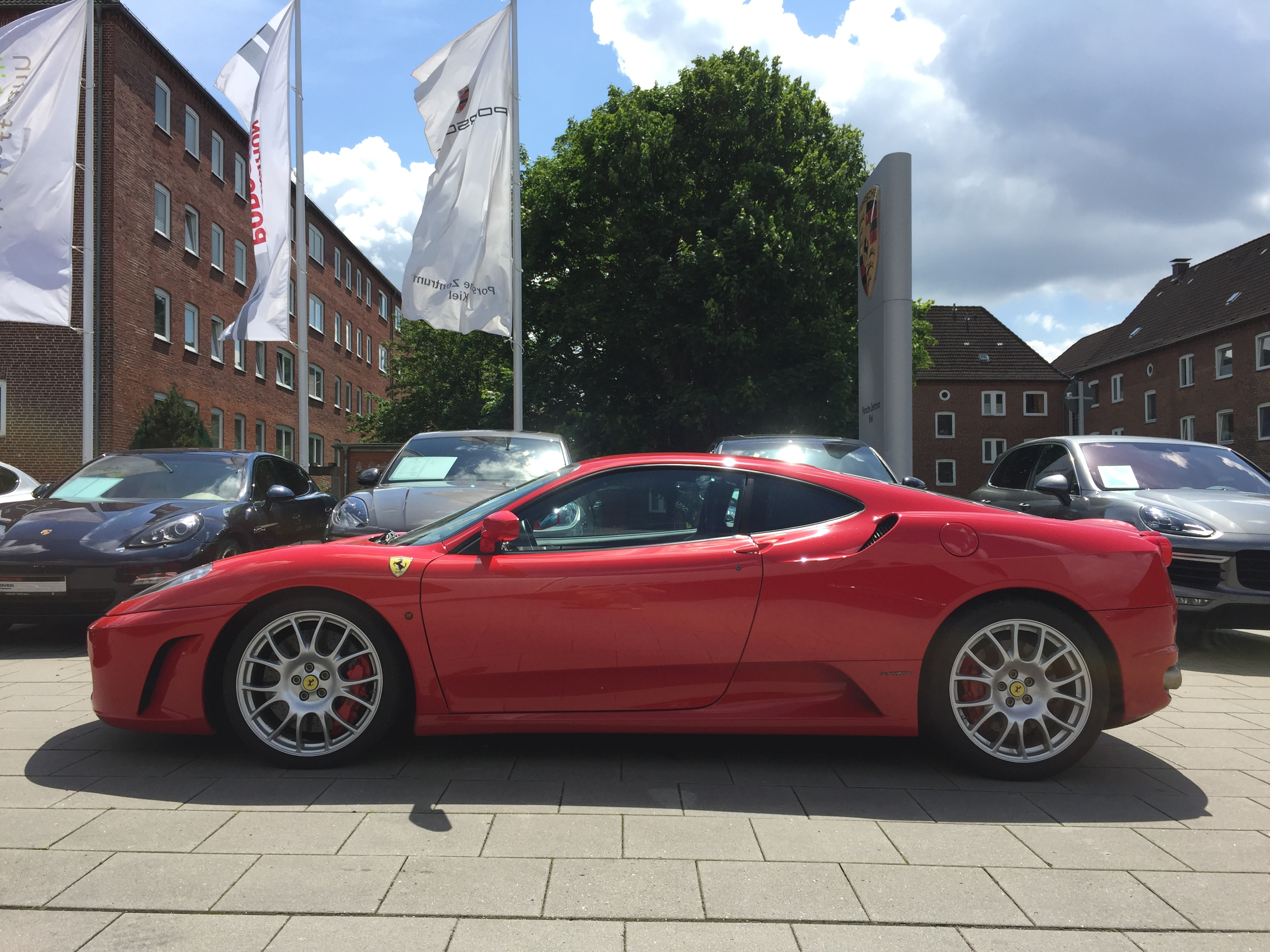
F430 Seitenansicht
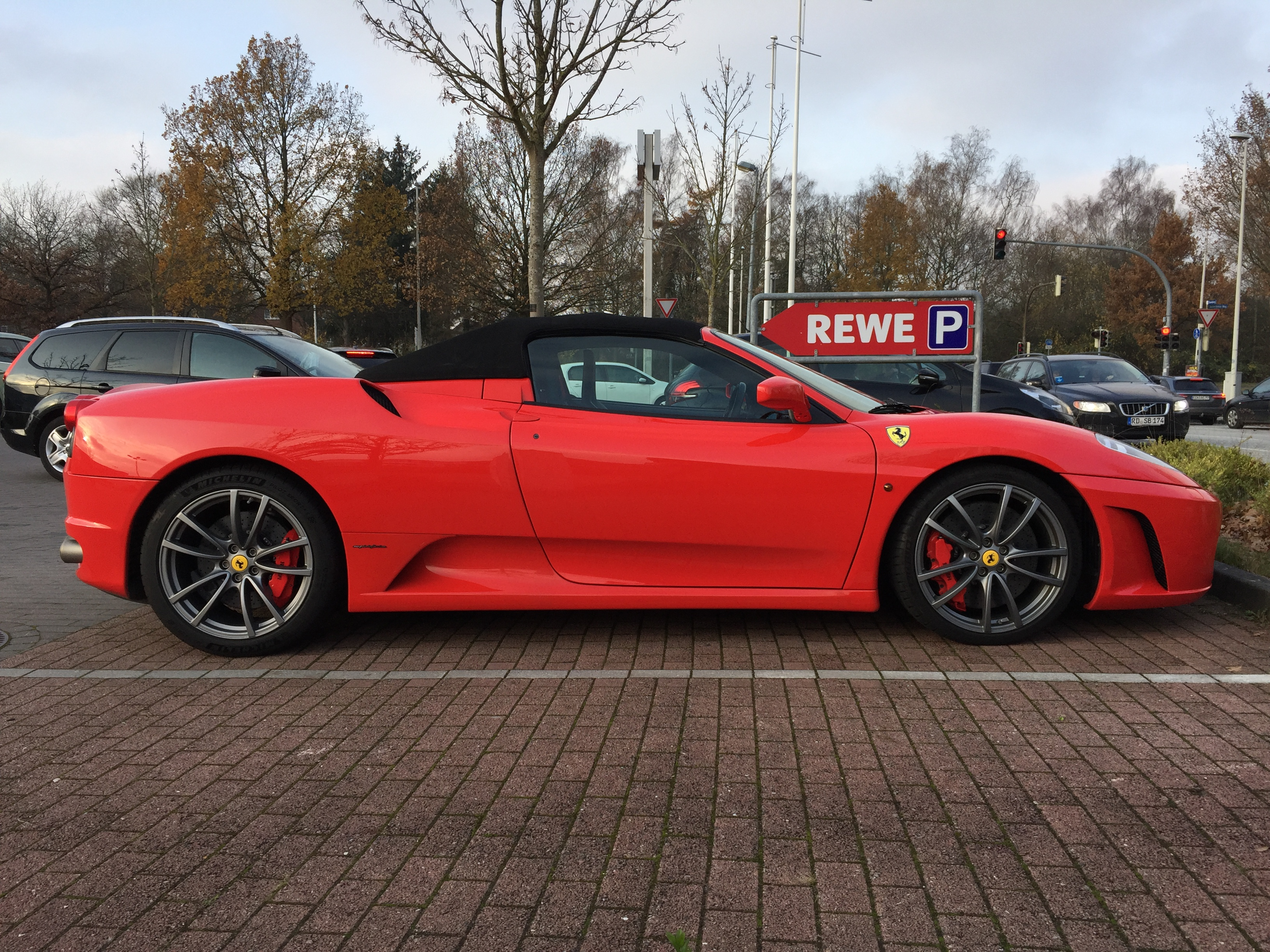
Zum Vergleich der Spider
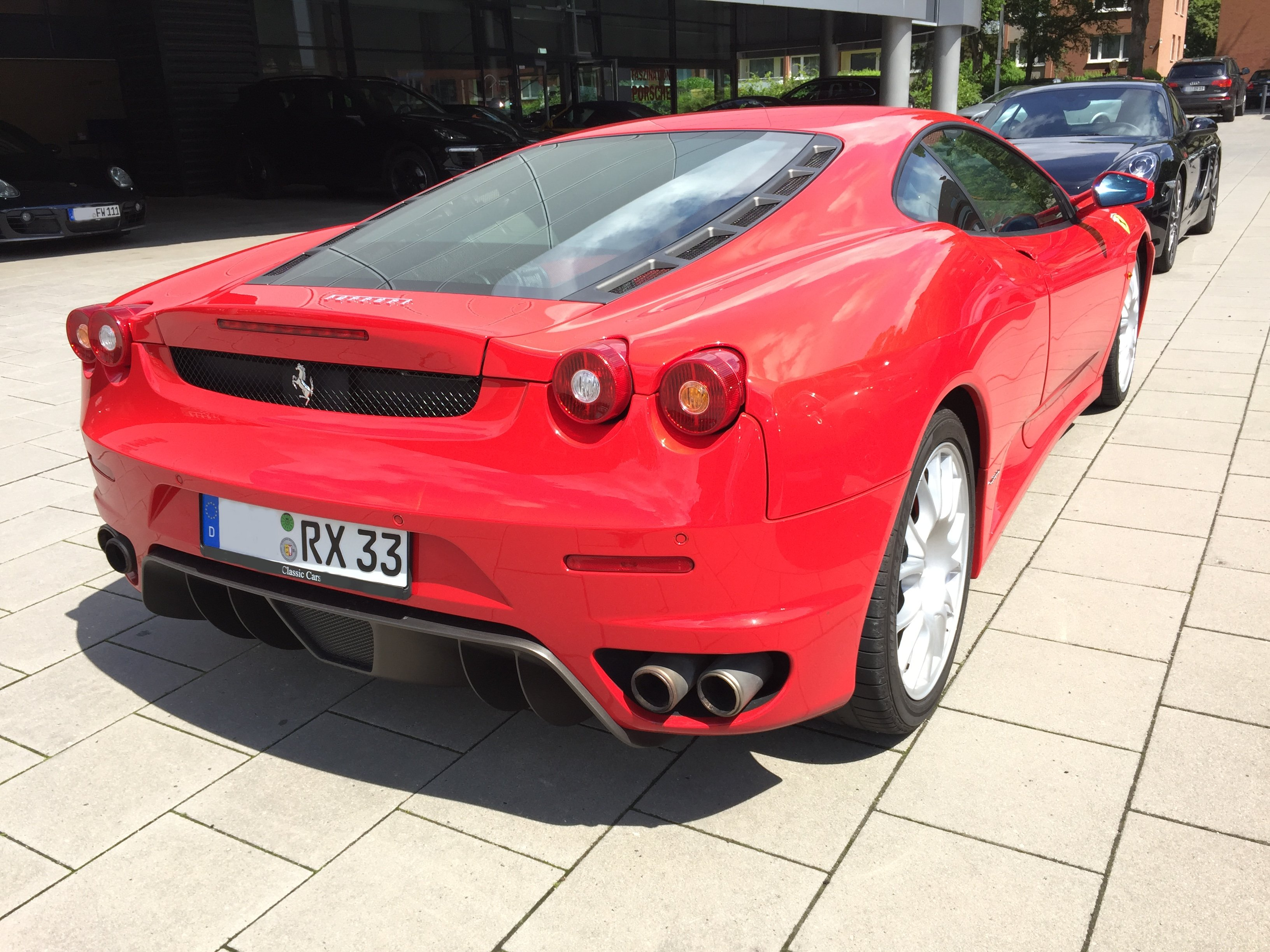
F430 Heckansicht
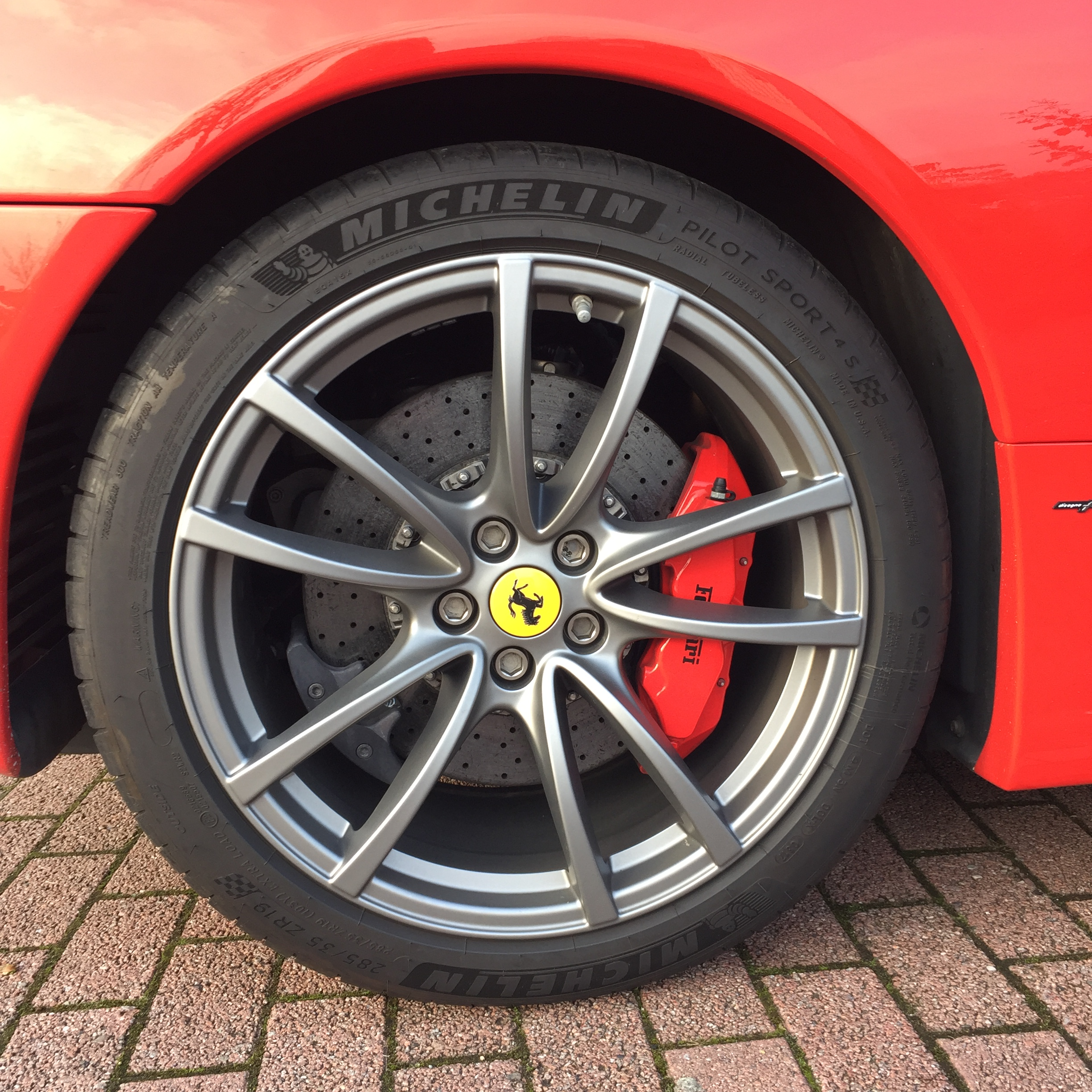
Detailansicht Hinterrad

## Versionen

### F430 Spider
Zudem war ab Frühjahr 2005 eine offene Variante F430 Spider erhältlich. Sie hat den gleichen V8-Motor wie das Coupé, jedoch ist die Karosserie des Spiders um zwei Zentimeter höher gelegt, und das Fahrzeug wiegt circa 70 kg mehr als die Coupéversion.

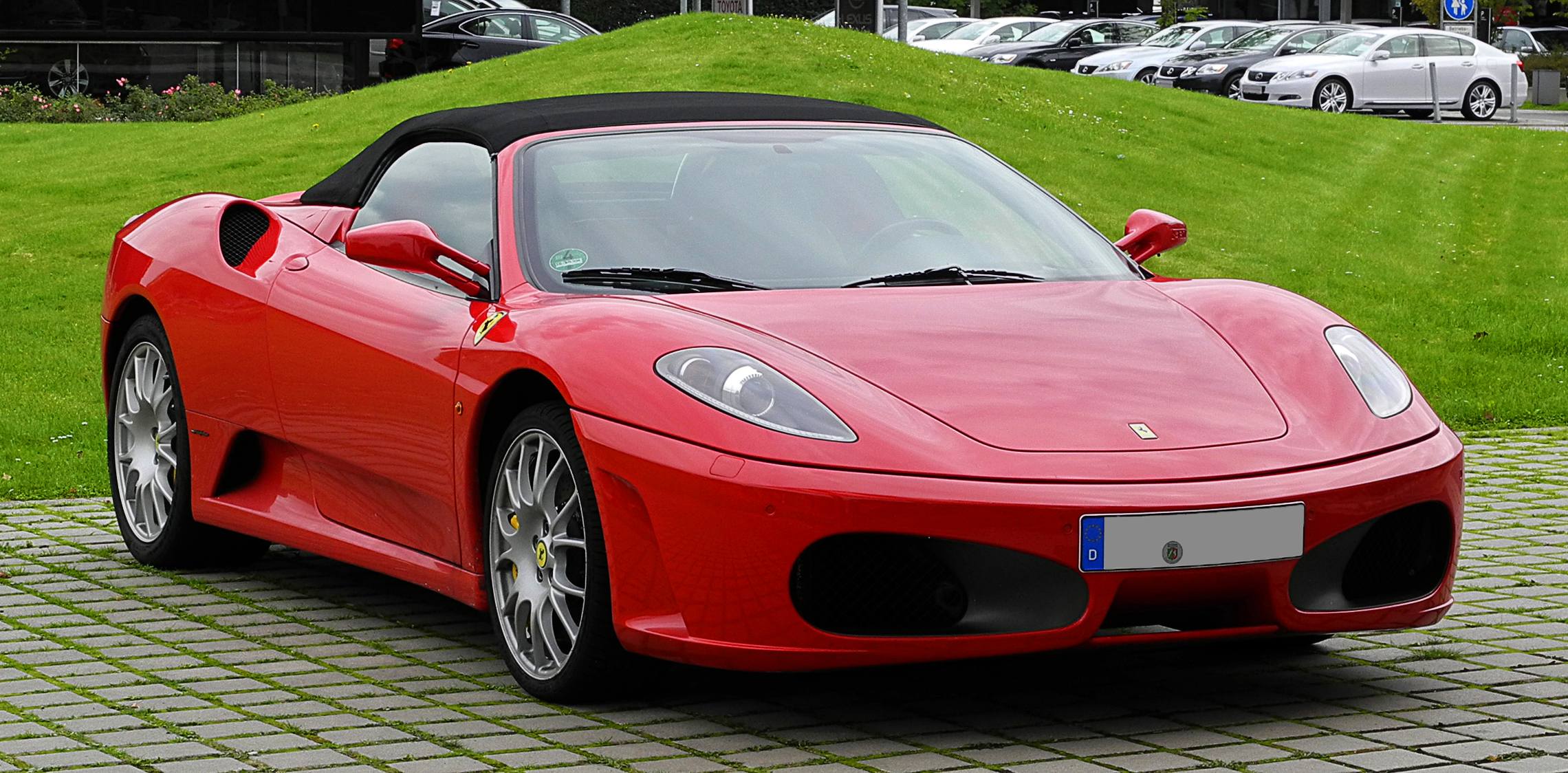
Ferrari F430 Spider (2005–2009)
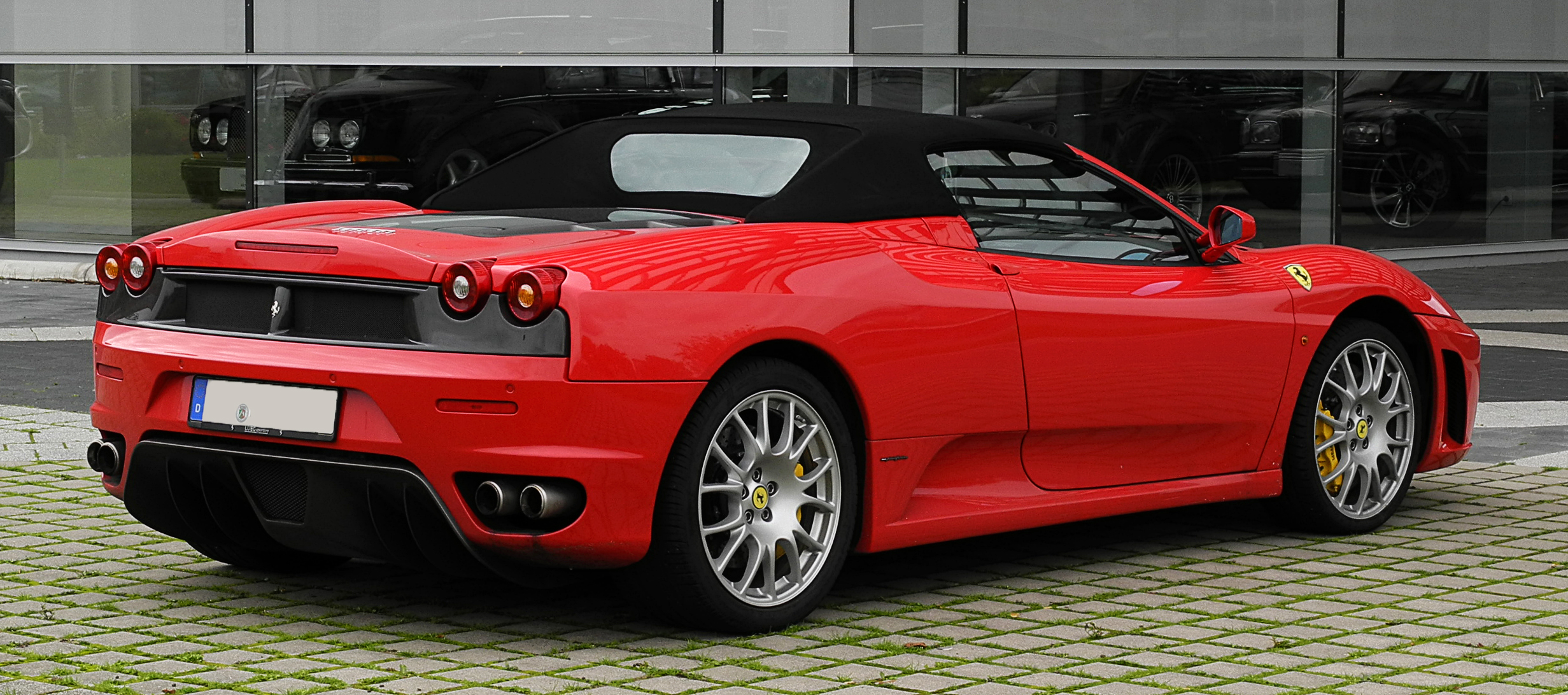
Heckansicht
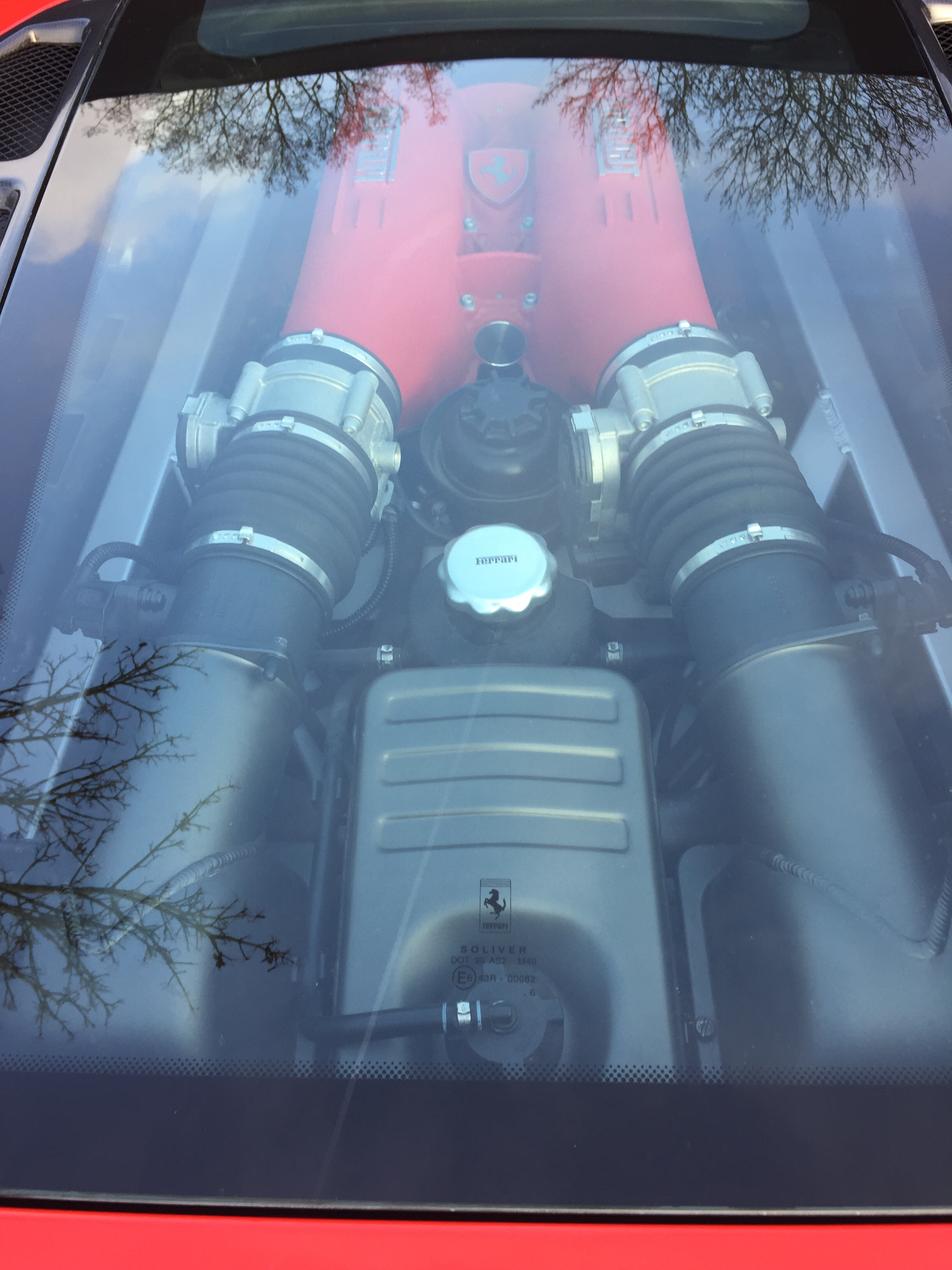
Der V8-Motor unter der Plexiglashaube
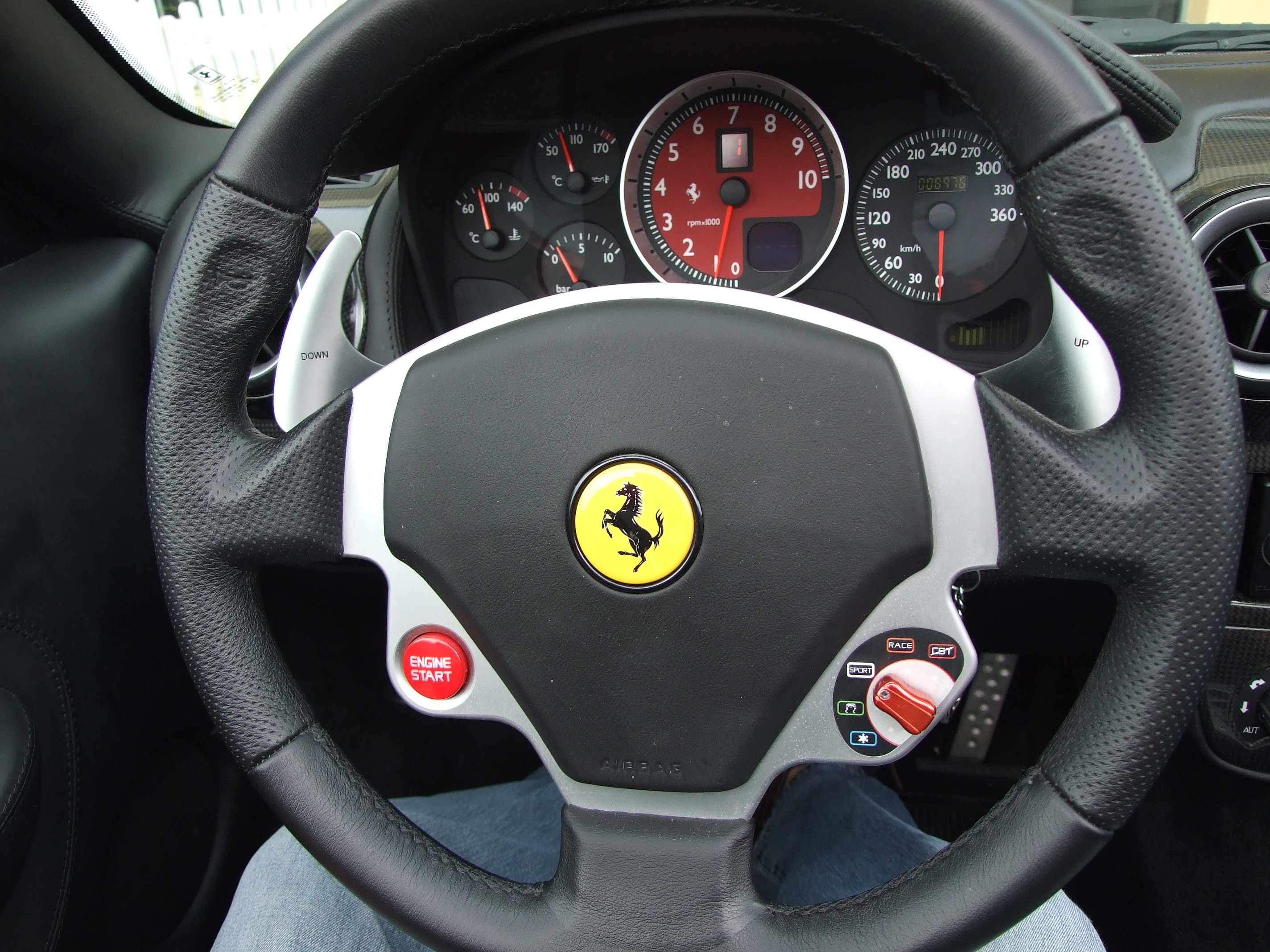
Lenkrad
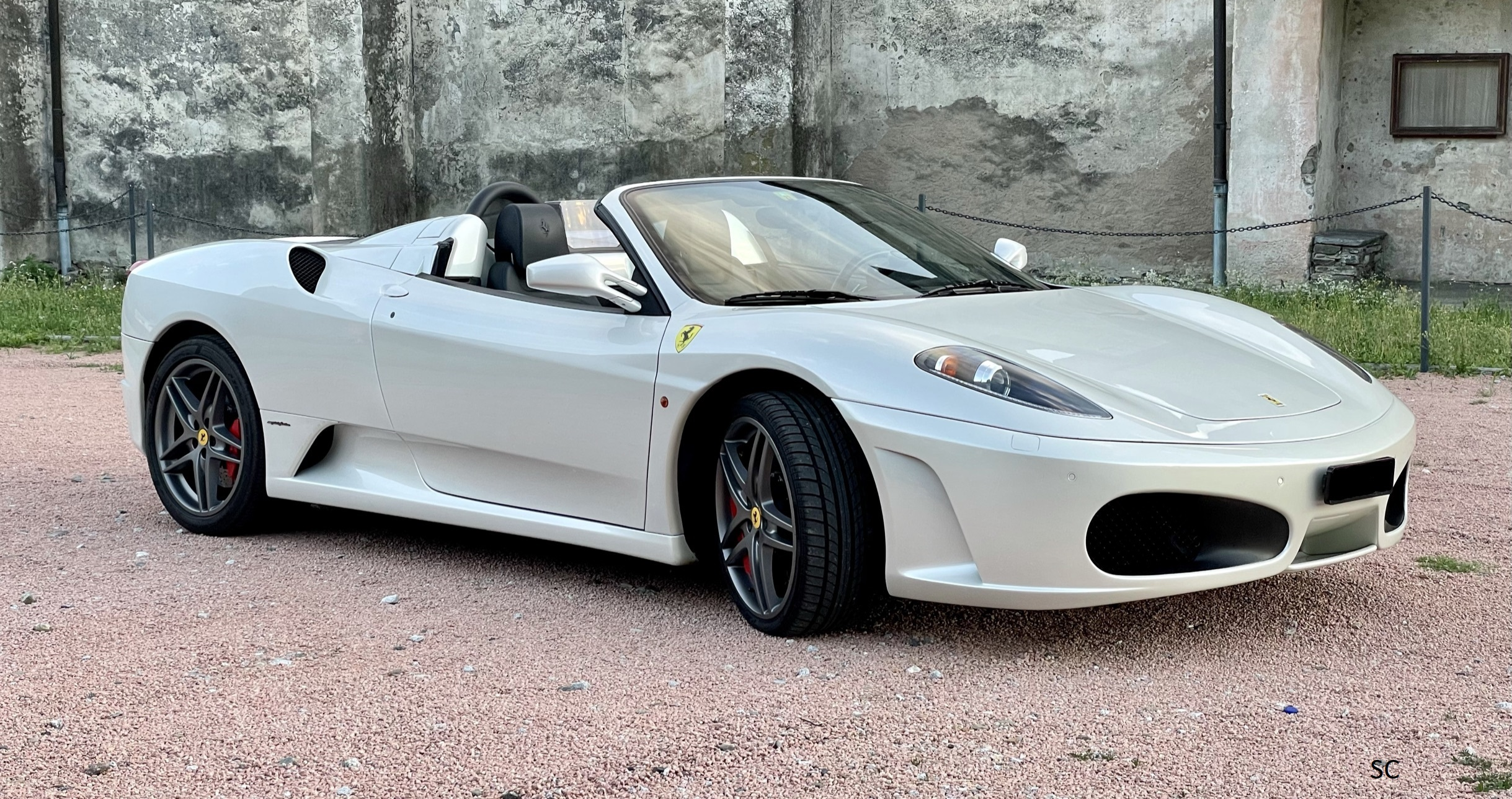
Offen F430 Spider (Bianco Fuji)
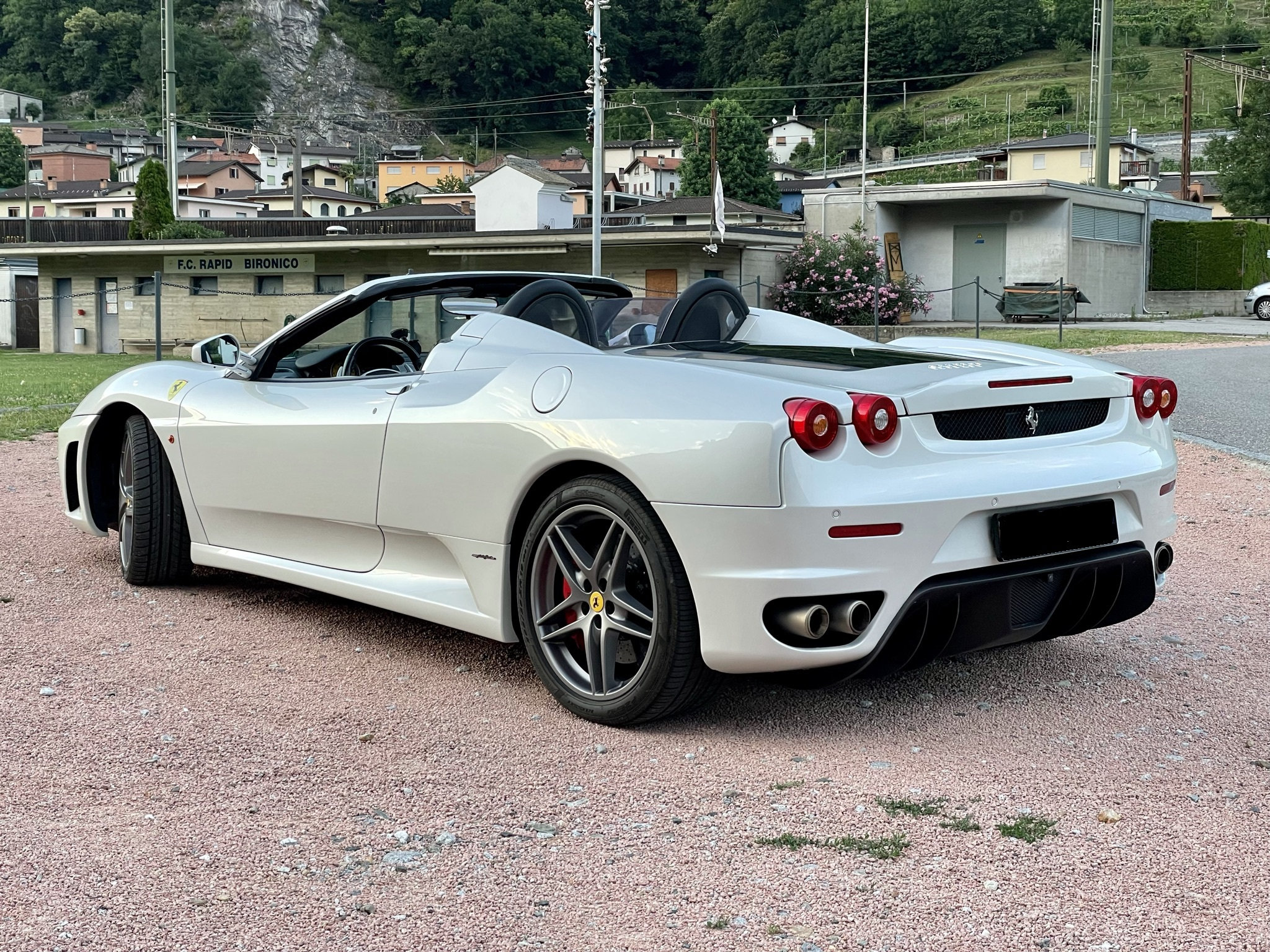
Offen F430 Spider (Bianco Fuji)

### 430 Scuderia

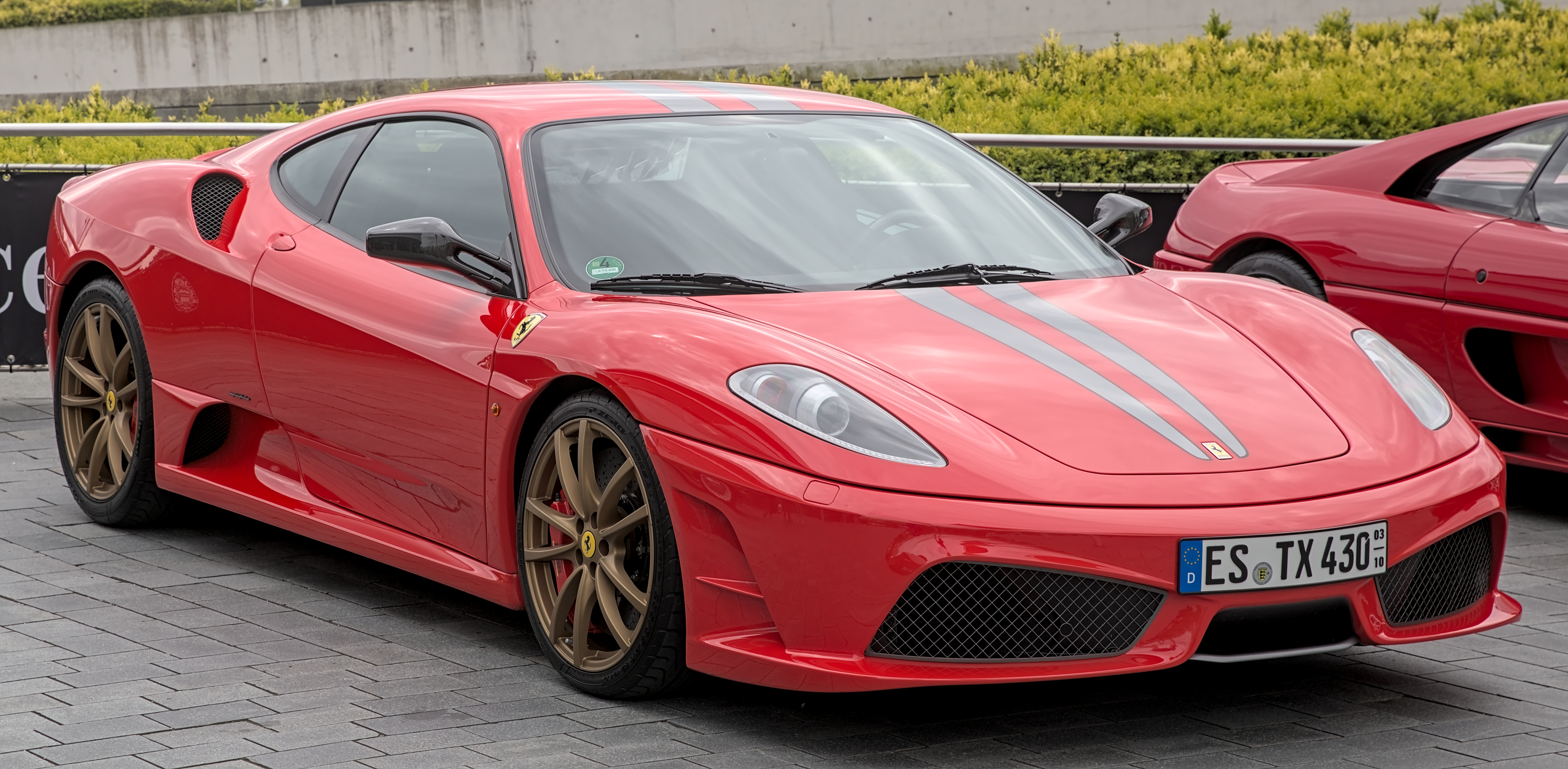
Ferrari 430 Scuderia

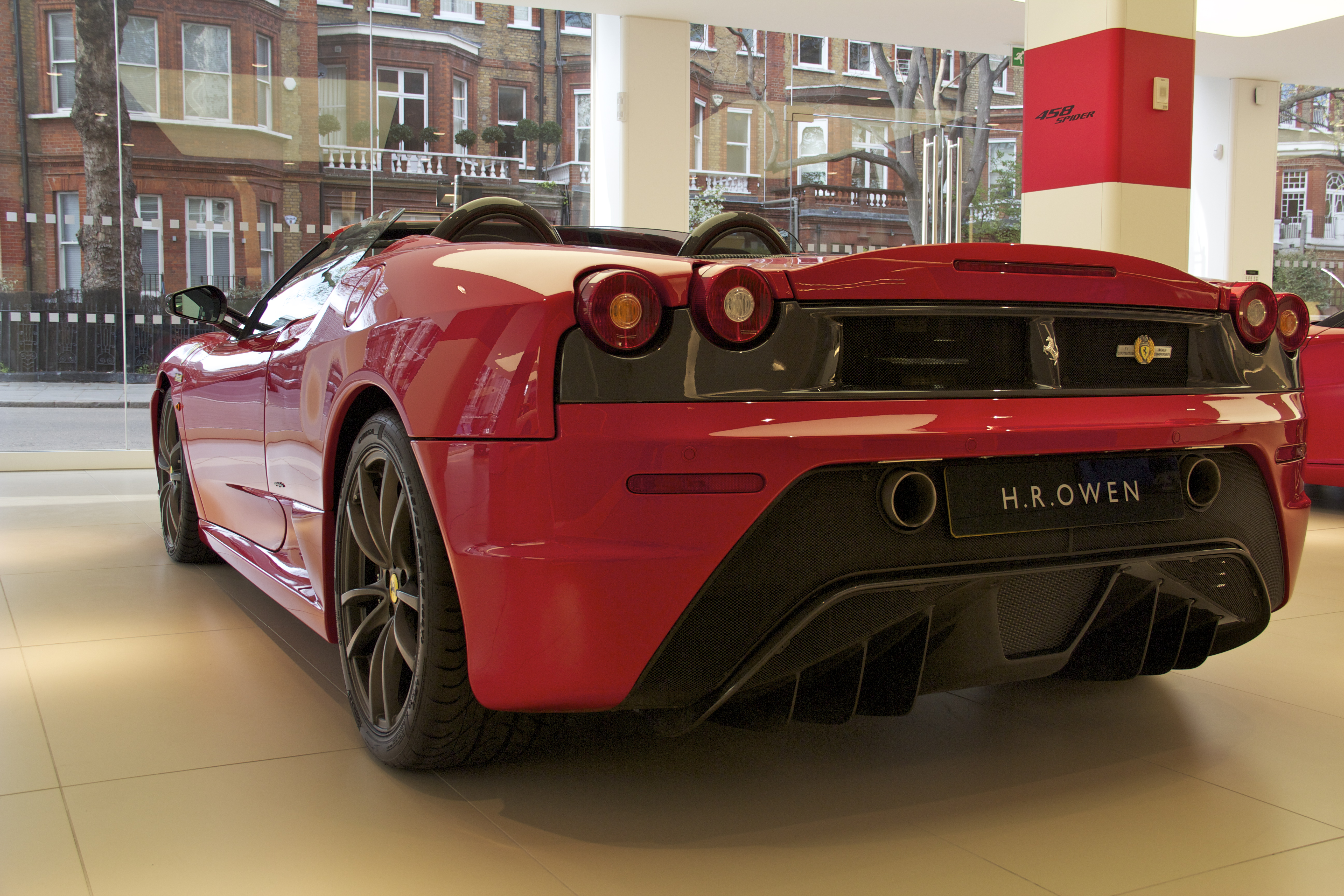
Ferrari 430 Scuderia Spider 16M

Der 430 Scuderia, Ferrari verzichtet hier auf das F, auf Basis des Ferrari F430 ist Ferraris Antwort auf den Porsche 911 GT3 RS und den Lamborghini Gallardo Superleggera entstanden. Er wurde auf der IAA 2007 vorgestellt und ist die Straßenversion des F430 Challenge. Die Produktionszahl dieser limitierten Leichtbau-Version lag bei nur 2523 Stück, ca. 10 % wurden in Deutschland verkauft. Er wiegt 1250 kg nach DIN-Norm und ist damit um 100 kg leichter als die Serienversion. Zudem leistet er maximal 375 kW (510 PS), das sind 15 kW (20 PS) mehr als das Seriencoupé. Zusätzlich ist der Scuderia der erste Ferrari, der mit dem neuen F1-Superfast-II-Getriebe/Schaltung ausgestattet ist, das Schaltzeiten von weniger als 60 ms erlaubt (zum Vergleich: Ferrari Enzo: 110 ms). Weiterhin fährt der Scuderia im Vergleich zum regulären F430 auf breiteren, speziell für diesen Wagen entwickelten Reifen (Vorderachse: 235/35 ZR19, Hinterachse 285/35 ZR19). Von 0 auf 100 km/h beschleunigt der Wagen in weniger als 3,6 Sekunden (nach Werksangabe).
Als Abschluss der 430-Baureihe wurde vom Scuderia noch eine auf 499 Exemplare limitierte offene Spider-Version mit der Bezeichnung Ferrari Scuderia Spider 16M vorgestellt, nach Deutschland wurden hiervon etwa 10 % verkauft.

### F430 Scuderia

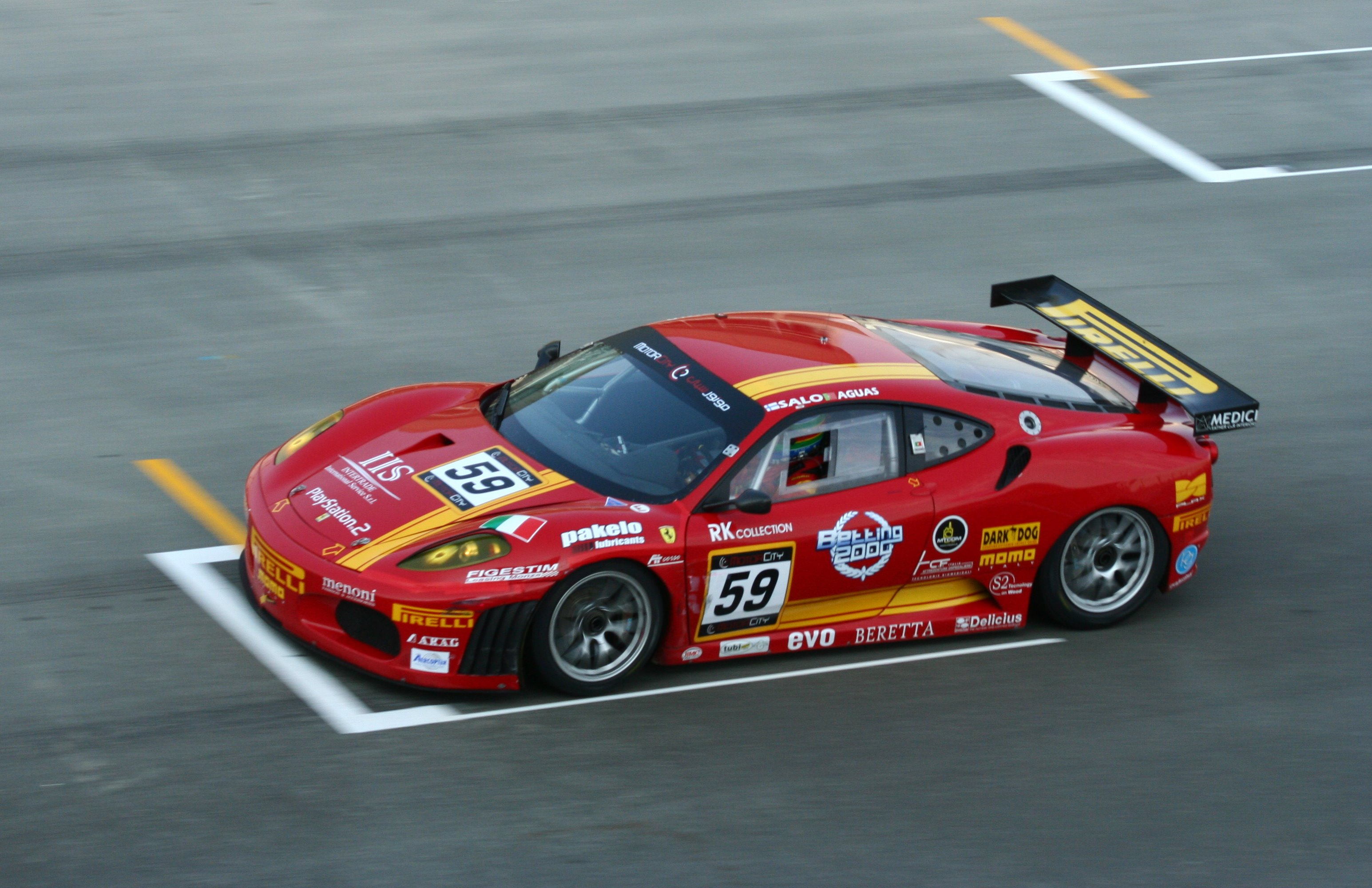
Ferrari F430 GT in Dubai, 2006

Die Rennversion des F430 für den Ferrari Markenpokal heißt F430 Scuderia und wurde auf der IAA 2005 vorgestellt. Durch Gewichtsreduzierung in allen Bereichen wiegt das Fahrzeug 1.225 kg, hat jedoch keine Straßenzulassung.
Für den Motorsportbetrieb wurden verschiedene GT-Varianten des F430 angeboten. Zunächst überarbeitete Michelotto das Fahrzeug, dazu wurde die Karosserie aerodynamisch gemäß dem FIA-GT2-Reglement und der Motor für den Rennbetrieb weiterentwickelt. Erste Testfahrten gab es im Oktober 2005 und im folgenden Jahr wurden erste Varianten für 420.000 Euro angeboten. Das Fahrzeug wurde von Michelotto im folgenden Jahr weiter entwickelt und 2007 als Evolutionsmodell mit dem Namen 430 GTC angeboten.

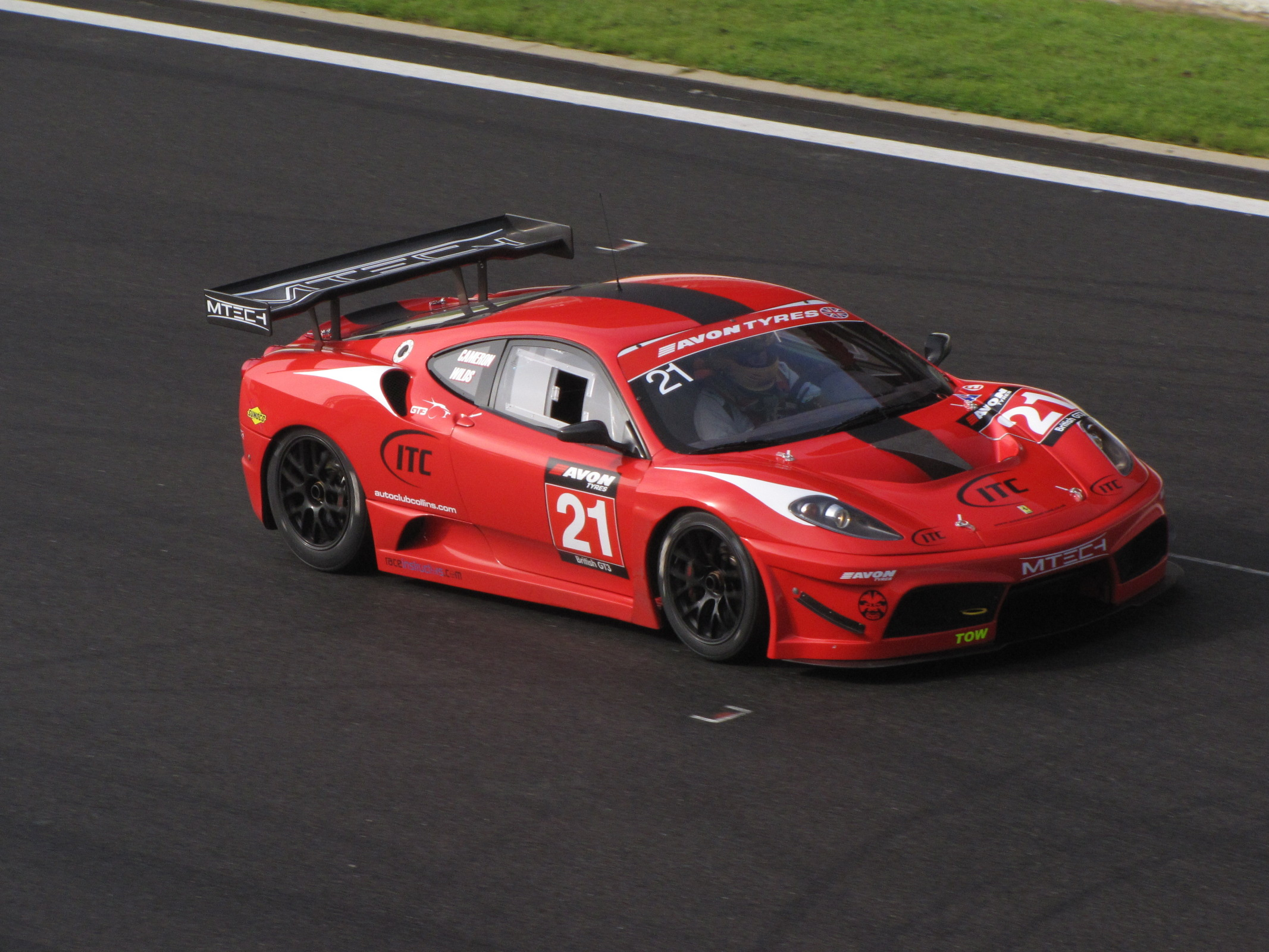
430 Scuderia GT3 in Spa

Parallel dazu schrieb die FIA für 2006 eine europäische GT-Meisterschaft aus. Dafür wurde in Zusammenarbeit mit dem Organisator SRO ein neues Regelwerk entwickelt. Für die GT3 getaufte Klasse modifizierte Ferrari das bereits vorgestellte Challenge-Modell. Der erste Einsatz erfolgte 2006 mit dem monegassischen Kundenteam JMB.
2009 wurde dann ein weiteres GT3-Fahrzeug, nun auf Basis des F430 Scuderia homologiert. Das erste Rennen des neuen Fahrzeugs bestritt Kessel Racing auf dem Silverstone Circuit im Mai 2009.

## Technische Daten
|                               | Ferrari F430                                               | Ferrari F430 Spider                                        | Ferrari 430 Scuderia               | Ferrari Scuderia Spider 16M        |
| ----------------------------- | ---------------------------------------------------------- | ---------------------------------------------------------- | ---------------------------------- | ---------------------------------- |
| Bauzeit                       | 2004–2009                                                  | 2005–2009                                                  | 2007–2009                          | 2008–2009                          |
| Motortyp                      | Achtzylinder-V-Motor 90°                                   | Achtzylinder-V-Motor 90°                                   | Achtzylinder-V-Motor 90°           | Achtzylinder-V-Motor 90°           |
| Ventile                       | 32                                                         | 32                                                         | 32                                 | 32                                 |
| Hubraum (cm³)                 | 4308                                                       | 4308                                                       | 4308                               | 4308                               |
| Leistung kW (PS) bei min−1    | 360 (490) bei 8500                                         | 360 (490) bei 8500                                         | 375 (510) bei 8500                 | 375 (510) bei 8500                 |
| Drehmoment Nm bei min−1       | 465/5250                                                   | 465/5250                                                   | 470/5250                           | 470/5250                           |
| Getriebe                      | 6-Gang-Schaltgetriebe / 6-Gang sequenzielles "F1-Getriebe" | 6-Gang-Schaltgetriebe / 6-Gang sequenzielles "F1-Getriebe" | 6-Gang sequenzielles "F1-Getriebe" | 6-Gang sequenzielles "F1-Getriebe" |
| Antrieb                       | Hinterradantrieb                                           | Hinterradantrieb                                           | Hinterradantrieb                   | Hinterradantrieb                   |
| Beschleunigung 0–100 km/h     | 3,9 s                                                      | 4,1 s                                                      | 3,6 s                              | 3,7 s                              |
| Höchstgeschwindigkeit (km/h)  | 315                                                        | 312                                                        | 320                                | 318                                |
| Verbrauch (l/100 km)          | 15,2                                                       | 15,2                                                       | 15,7                               | 15,7                               |
| Leergewicht (kg) nach EG-Norm | 1450                                                       | 1520                                                       | 1350                               | 1440                               |
| Tankinhalt (Liter)            | 95                                                         | 95                                                         | 95                                 | 95                                 |

### Räder und Reifen
- Vorne:

- 225/35 ZR19 Straßenreifen bei F430
- 235/35 ZR19 Semi-Slicks oder Sportreifen bei 430 Scuderia

- Hinten:

- 285/35 ZR19 Straßenreifen bei F430
- 285/35 ZR19 Semi-Slicks oder Sportreifen bei 430 Scuderia

### Bremsen
Den F430 gibt es mit herkömmlichen Graugussbremsscheiben oder mit Carbon-Keramik-Bremsscheiben und Bremsklötzen. Ab Modelljahr 2008 wurde er serienmäßig mit der Carbon-Keramik-Bremsanlage ausgeliefert.

## Sonstiges
Auf Basis des 430 Scuderia entwickelte der deutsche Unternehmer Michael Stoschek 2008 den New Stratos, der als Serienversion im Rahmen des 88. Genfer Auto-Salons im März 2018 präsentiert wurde.
Ferrari spendete den Erlös aus dem Verkauf eines F430 an den Hilfsfonds für die Opfer des Erdbebens von L’Aquila 2009.